# Biffy Clyro/Diskografie
Diese Diskografie ist eine Übersicht über die musikalischen Werke der schottischen Alternative-Rock-Band Biffy Clyro. Den Schallplattenauszeichnungen zufolge hat sie bisher mehr als fünf Millionen Tonträger verkauft, davon alleine in ihrer Heimat über 4,8 Millionen. Ihre erfolgreichste Veröffentlichung ist das Studioalbum Only Revolutions mit über 1,2 Millionen verkauften Einheiten.

## Alben

### Studioalben
| Jahr | Titel Musiklabel                                      | Höchstplatzierung, Gesamtwochen, AuszeichnungChartplatzierungen (Jahr, Titel, Musiklabel, Platzierungen, Wochen, Auszeichnungen, Anmerkungen) | Höchstplatzierung, Gesamtwochen, AuszeichnungChartplatzierungen (Jahr, Titel, Musiklabel, Platzierungen, Wochen, Auszeichnungen, Anmerkungen) | Höchstplatzierung, Gesamtwochen, AuszeichnungChartplatzierungen (Jahr, Titel, Musiklabel, Platzierungen, Wochen, Auszeichnungen, Anmerkungen) | Höchstplatzierung, Gesamtwochen, AuszeichnungChartplatzierungen (Jahr, Titel, Musiklabel, Platzierungen, Wochen, Auszeichnungen, Anmerkungen) | Anmerkungen                            |
| Jahr | Titel Musiklabel                                      | DE | AT | CH | UK | Anmerkungen                            |
| ---- | ----------------------------------------------------- | --- | --- | --- | --- | -------------------------------------- |
| 2002 | Blackened Sky Beggars Banquet Records                 | — | — | — | UK78 Gold · (1 Wo.)UK | Erstveröffentlichung: 10. März 2002    |
| 2003 | The Vertigo of Bliss Beggars Banquet Records          | — | — | — | UK48 Silber · (1 Wo.)UK | Erstveröffentlichung: 16. Juni 2003    |
| 2004 | Infinity Land Beggars Banquet Records                 | — | — | — | UK47 Silber · (1 Wo.)UK | Erstveröffentlichung: 4. Oktober 2004  |
| 2007 | Puzzle 14th Floor Records                             | DE95 (1 Wo.)DE | — | — | UK2 Platin · (23 Wo.)UK | Erstveröffentlichung: 4. Juni 2007     |
| 2009 | Only Revolutions 14th Floor Records                   | DE65 (1 Wo.)DE | — | CH66 (2 Wo.)CH | UK3 ×2Doppelplatin · (101 Wo.)UK | Erstveröffentlichung: 9. November 2009 |
| 2013 | Opposites 14th Floor Records                          | DE5 Gold · (12 Wo.)DE | AT12 (3 Wo.)AT | CH2 (16 Wo.)CH | UK1 Platin · (41 Wo.)UK | Erstveröffentlichung: 28. Januar 2013  |
| 2016 | Ellipsis 14th Floor Records                           | DE1 (9 Wo.)DE | AT5 (4 Wo.)AT | CH1 (11 Wo.)CH | UK1 Gold · (29 Wo.)UK | Erstveröffentlichung: 8. Juli 2016     |
| 2020 | A Celebration of Endings 14th Floor Records           | DE4 (5 Wo.)DE | AT5 (2 Wo.)AT | CH4 (9 Wo.)CH | UK1 Silber · (7 Wo.)UK | Erstveröffentlichung: 14. August 2020  |
| 2021 | The Myth of the Happily Ever After 14th Floor Records | DE11 (2 Wo.)DE | AT19 (1 Wo.)AT | CH9 (3 Wo.)CH | UK4 (2 Wo.)UK | Erstveröffentlichung: 22. Oktober 2021 |

### Livealben
| Jahr | Titel Musiklabel                                                                | Höchstplatzierung, Gesamtwochen, AuszeichnungChartplatzierungen (Jahr, Titel, Musiklabel, Platzierungen, Wochen, Auszeichnungen, Anmerkungen) | Höchstplatzierung, Gesamtwochen, AuszeichnungChartplatzierungen (Jahr, Titel, Musiklabel, Platzierungen, Wochen, Auszeichnungen, Anmerkungen) | Höchstplatzierung, Gesamtwochen, AuszeichnungChartplatzierungen (Jahr, Titel, Musiklabel, Platzierungen, Wochen, Auszeichnungen, Anmerkungen) | Höchstplatzierung, Gesamtwochen, AuszeichnungChartplatzierungen (Jahr, Titel, Musiklabel, Platzierungen, Wochen, Auszeichnungen, Anmerkungen) | Anmerkungen                             |
| Jahr | Titel Musiklabel                                                                | DE | AT | CH | UK | Anmerkungen                             |
| ---- | ------------------------------------------------------------------------------- | --- | --- | --- | --- | --------------------------------------- |
| 2011 | Revolutions: Live at Wembley 14th Floor Records                                 | DE76 (1 Wo.)DE | — | — | UK9 Gold · (7 Wo.)UK | Erstveröffentlichung: 27. Juni 2011     |
| 2013 | Opposites: Live from Glasgow 14th Floor Records                                 | DE87 (1 Wo.)DE | — | — | — | Erstveröffentlichung: 29. November 2013 |
| 2018 | MTV Unplugged: Live at Roundhouse, London 14th Floor Records                    | DE5 (3 Wo.)DE | AT14 (1 Wo.)AT | CH11 (2 Wo.)CH | UK4 (2 Wo.)UK | Erstveröffentlichung: 25. Mai 2018      |
| 2022 | A Celebration of Endings – Live from the Barrowland Ballroom 14th Floor Records | — | — | — | — | Erstveröffentlichung: 14. Oktober 2022  |

### Kompilationen
| Jahr | Titel Musiklabel                                     | Höchstplatzierung, Gesamtwochen, AuszeichnungChartplatzierungen (Jahr, Titel, Musiklabel, Platzierungen, Wochen, Auszeichnungen, Anmerkungen) | Höchstplatzierung, Gesamtwochen, AuszeichnungChartplatzierungen (Jahr, Titel, Musiklabel, Platzierungen, Wochen, Auszeichnungen, Anmerkungen) | Höchstplatzierung, Gesamtwochen, AuszeichnungChartplatzierungen (Jahr, Titel, Musiklabel, Platzierungen, Wochen, Auszeichnungen, Anmerkungen) | Höchstplatzierung, Gesamtwochen, AuszeichnungChartplatzierungen (Jahr, Titel, Musiklabel, Platzierungen, Wochen, Auszeichnungen, Anmerkungen) | Anmerkungen                              |
| Jahr | Titel Musiklabel                                     | DE | AT | CH | UK | Anmerkungen                              |
| ---- | ---------------------------------------------------- | --- | --- | --- | --- | ---------------------------------------- |
| 2008 | Singles 2001–2005 Beggars Banquet Records            | — | — | — | — | Erstveröffentlichung: 7. Juli 2008       |
| 2009 | Missing Pieces 14th Floor Records                    | — | — | — | — | Erstveröffentlichung: 14. Mai 2009       |
| 2010 | Lonely Revolutions 14th Floor Records                | — | — | — | — | Erstveröffentlichung: 23. August 2010    |
| 2012 | Blackened Sky B-Sides Beggars Banquet Records        | — | — | — | — | Erstveröffentlichung: 2. April 2012      |
| 2012 | The Vertigo of Bliss B-Sides Beggars Banquet Records | — | — | — | — | Erstveröffentlichung: 11. Juni 2012      |
| 2012 | Infinity Land B-Sides Beggars Banquet Records        | — | — | — | — | Erstveröffentlichung: 24. September 2012 |
| 2014 | Similarities 14th Floor Records                      | DE50 (1 Wo.)DE | — | — | UK28 (2 Wo.)UK | Erstveröffentlichung: 18. Juli 2014      |

### Soundtracks
| Jahr | Titel Musiklabel                         | Höchstplatzierung, Gesamtwochen, AuszeichnungChartplatzierungen (Jahr, Titel, Musiklabel, Platzierungen, Wochen, Auszeichnungen, Anmerkungen) | Höchstplatzierung, Gesamtwochen, AuszeichnungChartplatzierungen (Jahr, Titel, Musiklabel, Platzierungen, Wochen, Auszeichnungen, Anmerkungen) | Höchstplatzierung, Gesamtwochen, AuszeichnungChartplatzierungen (Jahr, Titel, Musiklabel, Platzierungen, Wochen, Auszeichnungen, Anmerkungen) | Höchstplatzierung, Gesamtwochen, AuszeichnungChartplatzierungen (Jahr, Titel, Musiklabel, Platzierungen, Wochen, Auszeichnungen, Anmerkungen) | Anmerkungen                        |
| Jahr | Titel Musiklabel                         | DE | AT | CH | UK | Anmerkungen                        |
| ---- | ---------------------------------------- | --- | --- | --- | --- | ---------------------------------- |
| 2019 | Balance, Not Symmetry 14th Floor Records | DE68 (1 Wo.)DE | — | CH52 (1 Wo.)CH | UK36 (1 Wo.)UK | Erstveröffentlichung: 17. Mai 2019 |

### EPs
| Jahr | Titel Musiklabel                                  | Anmerkungen                              |
| ---- | ------------------------------------------------- | ---------------------------------------- |
| 2000 | thekidswhopoptodaywillrocktomorrow Electric Honey | Erstveröffentlichung: 13. Juni 2000      |
| 2007 | Live at Radio 1’s Big Weekend 14th Floor Records  | Erstveröffentlichung: 4. Juni 2007       |
| 2009 | iTunes Live from London 14th Floor Records        | Erstveröffentlichung: 26. Oktober 2009   |
| 2010 | iTunes Festival: London 2010 14th Floor Records   | Erstveröffentlichung: 18. Januar 2010    |
| 2012 | iTunes Festival: London 2012 14th Floor Records   | Erstveröffentlichung: 28. September 2012 |
| 2016 | Spotify Sessions 14th Floor Records               | Erstveröffentlichung: 2016               |

## Singles
Als Leadmusiker

| Jahr | Titel Album                                                                                              | Höchstplatzierung, Gesamtwochen, AuszeichnungChartplatzierungen (Jahr, Titel, Album, Platzierungen, Wochen, Auszeichnungen, Anmerkungen) | Höchstplatzierung, Gesamtwochen, AuszeichnungChartplatzierungen (Jahr, Titel, Album, Platzierungen, Wochen, Auszeichnungen, Anmerkungen) | Höchstplatzierung, Gesamtwochen, AuszeichnungChartplatzierungen (Jahr, Titel, Album, Platzierungen, Wochen, Auszeichnungen, Anmerkungen) | Höchstplatzierung, Gesamtwochen, AuszeichnungChartplatzierungen (Jahr, Titel, Album, Platzierungen, Wochen, Auszeichnungen, Anmerkungen) | Anmerkungen                              |
| Jahr | Titel Album                                                                                              | DE | AT | CH | UK | Anmerkungen                              |
| ---- | --- | --- | --- | --- | --- | ---------------------------------------- |
| 1999 | Iname –                                                                                                  | — | — | — | — | Erstveröffentlichung: 28. Juni 1999      |
| 2001 | 27 Blackened Sky                                                                                         | — | — | — | — | Erstveröffentlichung: 9. April 2001      |
| 2001 | Justboy Blackened Sky                                                                                    | — | — | — | — | Erstveröffentlichung: 1. Oktober 2001    |
| 2002 | 57 Blackened Sky                                                                                         | — | — | — | UK61 (2 Wo.)UK | Erstveröffentlichung: 4. Februar 2002    |
| 2002 | Joy.Discovery.Invention / Toys, Toys, Toys, Choke, Toys, Toys, Toys Blackened Sky / The Vertigo of Bliss | — | — | — | UK86 (1 Wo.)UK | Erstveröffentlichung: 15. Juli 2002      |
| 2003 | The Ideal Height The Vertigo of Bliss                                                                    | — | — | — | UK46 (2 Wo.)UK | Erstveröffentlichung: 24. März 2003      |
| 2003 | Questions and Answers The Vertigo of Bliss                                                               | — | — | — | UK26 (2 Wo.)UK | Erstveröffentlichung: 26. Mai 2003       |
| 2003 | Eradicate the Doubt The Vertigo of Bliss                                                                 | — | — | — | UK98 (1 Wo.)UK | Erstveröffentlichung: 22. September 2003 |
| 2004 | There’s No Such Thing as a Jaggy Snake Infinity Land                                                     | — | — | — | — | Erstveröffentlichung: 28. Mai 2004       |
| 2004 | Glitter and Trauma Infinity Land                                                                         | — | — | — | UK21 (3 Wo.)UK | Erstveröffentlichung: 7. August 2004     |
| 2004 | My Recovery Injection Infinity Land                                                                      | — | — | — | UK24 (2 Wo.)UK | Erstveröffentlichung: 20. September 2004 |
| 2005 | Only One Word Comes to Mind Infinity Land                                                                | — | — | — | UK27 (2 Wo.)UK | Erstveröffentlichung: 14. Februar 2005   |
| 2006 | Semi-Mental Puzzle                                                                                       | — | — | — | — | Erstveröffentlichung: 25. Dezember 2006  |
| 2007 | Saturday Superhouse Puzzle                                                                               | — | — | — | UK13 (4 Wo.)UK | Erstveröffentlichung: 5. März 2007       |
| 2007 | Living Is a Problem Because Everything Dies Puzzle                                                       | — | — | — | UK19 (6 Wo.)UK | Erstveröffentlichung: 14. Mai 2007       |
| 2007 | Folding Stars Puzzle                                                                                     | — | — | — | UK18 (3 Wo.)UK | Erstveröffentlichung: 16. Juli 2007      |
| 2007 | Machines Puzzle                                                                                          | — | — | — | UK29 (4 Wo.)UK | Erstveröffentlichung: 8. Oktober 2007    |
| 2008 | Who’s Got a Match? Puzzle                                                                                | — | — | — | UK27 (6 Wo.)UK | Erstveröffentlichung: 4. Februar 2008    |
| 2008 | Mountains Only Revolutions                                                                               | — | — | — | UK5 Platin · (11 Wo.)UK | Erstveröffentlichung: 18. August 2008    |
| 2009 | That Golden Rule Only Revolutions                                                                        | — | — | — | UK10 Silber · (5 Wo.)UK | Erstveröffentlichung: 23. August 2009    |
| 2009 | The Captain Only Revolutions                                                                             | — | — | — | UK17 Silber · (4 Wo.)UK | Erstveröffentlichung: 26. Oktober 2009   |
| 2010 | Many of Horror Only Revolutions                                                                          | — | — | — | UK8 Platin · (19 Wo.)UK | Erstveröffentlichung: 18. Januar 2010    |
| 2010 | Bubbles Only Revolutions                                                                                 | — | — | — | UK34 Platin · (16 Wo.)UK | Erstveröffentlichung: 3. Mai 2010        |
| 2010 | God and Satan Only Revolutions                                                                           | — | — | — | UK36 (5 Wo.)UK | Erstveröffentlichung: 23. August 2010    |
| 2013 | Black Chandelier Opposites                                                                               | — | — | — | UK14 Silber · (5 Wo.)UK | Erstveröffentlichung: 14. Januar 2013    |
| 2013 | Biblical Opposites                                                                                       | — | — | — | UK70 Silber · (4 Wo.)UK | Erstveröffentlichung: 29. März 2013      |
| 2013 | Opposite Opposites                                                                                       | — | — | — | UK49 (2 Wo.)UK | Erstveröffentlichung: 24. Juni 2013      |
| 2013 | Victory Over the Sun Opposites                                                                           | — | — | — | — | Erstveröffentlichung: 16. September 2013 |
| 2016 | Wolves of Winter Ellipsis                                                                                | — | — | — | UK— SilberUK | Erstveröffentlichung: 21. März 2016      |
| 2016 | Animal Style Ellipsis                                                                                    | — | — | — | — | Erstveröffentlichung: 25. Mai 2016       |
| 2019 | Balance, Not Symmetry                                                                                    | — | — | — | — | Erstveröffentlichung: 16. Mai 2019       |
| 2020 | Instant History A Celebration of Endings                                                                 | — | — | — | — | Erstveröffentlichung: 20. Februar 2020   |
| 2020 | Tiny Indoor Fireworks A Celebration of Endings                                                           | — | — | — | — | Erstveröffentlichung: 14. Mai 2020       |
| 2020 | Space A Celebration of Endings                                                                           | — | — | — | UK81 Silber · (1 Wo.)UK | Erstveröffentlichung: 13. August 2020    |

## Musikvideos
| Jahr | Titel                                       | Regie                                  | Album                              |
| ---- | ------------------------------------------- | -------------------------------------- | ---------------------------------- |
| 2002 | Justboy                                     | Will Htay                              | Blackened Sky                      |
| 2002 | 57                                          | Matt Broadley                          | Blackened Sky                      |
| 2002 | Toys, Toys, Toys, Choke, Toys, Toys, Toys   | Paul McCallum                          | The Vertigo of Bliss               |
| 2003 | Questions and Answers                       | Bradley Beesley, Dan Brown             | The Vertigo of Bliss               |
| 2003 | Eradicate the Doubt                         | Martin Wallace                         | The Vertigo of Bliss               |
| 2004 | Glitter and Trauma                          | The Shammashian Brothers               | Infinity Land                      |
| 2004 | My Recovery Injection                       | Bradley Beesley, Dan Brown             | Infinity Land                      |
| 2005 | Only One Word Comes to Mind                 | Paul Williams                          | Infinity Land                      |
| 2006 | Semi-Mental                                 | Alex Gilbert, Biffy Clyro              | Puzzle                             |
| 2007 | Saturday Superhouse                         | Bradley Beesley, Dan Brown             | Puzzle                             |
| 2007 | Living Is a Problem Because Everything Dies | Andy Morahan                           | Puzzle                             |
| 2007 | Folding Stars                               | Howard Greenhalgh                      | Puzzle                             |
| 2007 | Machines                                    |                                        | Puzzle                             |
| 2008 | Who’s Got a Match?                          | Tim Mattia                             | Puzzle                             |
| 2008 | Mountains                                   | James Copeman                          | Only Revolutions                   |
| 2009 | That Golden Rule                            | Popcore                                | Only Revolutions                   |
| 2009 | The Captain                                 | Andy Morahan                           | Only Revolutions                   |
| 2009 | Many of Horror                              | Andy Morahan                           | Only Revolutions                   |
| 2010 | Bubbles                                     | Marc Klasfeld                          | Only Revolutions                   |
| 2010 | God and Satan                               | Corin Hardy                            | Only Revolutions                   |
| 2010 | Booooom, Blast and Ruin                     | Blair Young                            | Only Revolutions                   |
| 2012 | Stingin’ Belle                              | Sam Wrench                             | Opposites                          |
| 2012 | Black Chandelier                            | Monty Whitebloom                       | Opposites                          |
| 2013 | Biblical                                    | Jim Canty                              | Opposites                          |
| 2013 | Opposite                                    | Elliott Sellers                        | Opposites                          |
| 2013 | Victory Over the Sun                        | Jim Canty                              | Opposites                          |
| 2013 | Sounds Like Balloons                        |                                        | Opposites                          |
| 2016 | Wolves of Winter                            | Chris Boyle                            | Ellipsis                           |
| 2016 | Animal Style                                | Tim Mattia                             | Ellipsis                           |
| 2016 | Howl                                        | Marc Klasfeld                          | Ellipsis                           |
| 2016 | Re-Arrange                                  | Oscar Sansom                           | Ellipsis                           |
| 2017 | Flammable                                   | Ross Cairns                            | Ellipsis                           |
| 2017 | Friends and Enemies                         | Oscar Sansom, Michael Sherrington      | Ellipsis                           |
| 2019 | Balance, Not Symmetry                       | Jamie Adams                            | Balance, Not Symmetry              |
| 2020 | Instant History                             | Sophia Magdalena Koegl, Robert Dziabel | A Celebration of Endings           |
| 2020 | Tiny Indoor Fireworks                       | Oscar Sansom                           | A Celebration of Endings           |
| 2020 | Space                                       | Joe Connor                             | A Celebration of Endings           |
| 2021 | A Hunger in Your Haunt / Unknown Male 01    | Oscar Sansom                           | The Myth of the Happily Ever After |
| 2025 | A Little Love                               | Piers Dennis                           | Futique                            |
| 2025 | Hunting Season                              | Oscar Sansom                           | Futique                            |

1. ↑  als "Sophia + Robert"

## Promoveröffentlichungen
| Jahr | Titel Album         | Anmerkungen                                         |
| ---- | ------------------- | --------------------------------------------------- |
| 2016 | Re-Arrange Ellipsis | Erstveröffentlichung: 2. Dezember 2016 · UK: Silber |

## Sonderveröffentlichungen
Samplerbeiträge
- 2021: Holier Than Thou auf The Metallica Blacklist

## Statistik

### Chartauswertung
|                     | DE     | AT    | CH    | UK     |
| ------------------- | ------ | ----- | ----- | ------ |
| Nummer-eins-Alben   | DE1DE  | AT—AT | CH1CH | UK3UK  |
| Top-10-Alben        | DE4DE  | AT2AT | CH4CH | UK8UK  |
| Alben in den Charts | DE11DE | AT5AT | CH7CH | UK13UK |

|                       | DE     | AT     | CH     | UK     |
| --------------------- | ------ | ------ | ------ | ------ |
| Nummer-eins-Singles   | DE—DE  | AT—AT  | CH—CH  | UK—UK  |
| Top-10-Singles        | DE2DE  | AT3AT  | CH2CH  | UK3UK  |
| Singles in den Charts | DE16DE | AT13AT | CH12CH | UK23UK |

### Auszeichnungen für Musikverkäufe
| Goldene Schallplatte - Irland - 2011: für das Album Puzzle - Italien - 2017: für die Single Re-Arrange | Platin-Schallplatte - Irland - 2011: für das Album Only Revolutions |

Anmerkung: Auszeichnungen in Ländern aus den Charttabellen bzw. Chartboxen sind in ebendiesen zu finden.
| Land/RegionAuszeichnungen für Musikverkäufe (Land/Region, Auszeichnungen, Verkäufe, Quellen) | Silber       | Gold     | Platin     | Verkäufe  | Quellen           |
| -------------------------------------------------------------------------------------------- | ------------ | -------- | ---------- | --------- | ----------------- |
| Deutschland (BVMI)                                                                           | —            | Gold1    | —          | 100.000   | musikindustrie.de |
| Irland (IRMA)                                                                                | —            | Gold1    | Platin1    | 22.500    | irishcharts.ie    |
| Italien (FIMI)                                                                               | —            | Gold1    | —          | 25.000    | fimi.it           |
| Vereinigtes Königreich (BPI)                                                                 | 10× Silber10 | 3× Gold3 | 7× Platin7 | 4.880.000 | bpi.co.uk         |
| Insgesamt                                                                                    | 10× Silber10 | 6× Gold6 | 8× Platin8 |           |                   |